# Cryptopygus tricuspis
Cryptopygus tricuspis är en urinsektsart som beskrevs av Günther Enderlein 1909. Cryptopygus tricuspis ingår i släktet Cryptopygus och familjen Isotomidae. Inga underarter finns listade i Catalogue of Life.